# Никитин, Владимир Олегович (боксёр)
Влади́мир Оле́гович Ники́тин (25 марта 1990, пгт. Верхняя Максаковка, городской округ Сыктывкар, Республика Коми, Россия) — российский боксёр-любитель и профессионал, выступающий в легчайшей, во второй легчайшей, в полулёгкой, во второй полулёгкой, и в лёгкой весовых категориях. Выступал за сборную России в 2009—2017 годах, заслуженный мастер спорта России, бронзовый призёр Олимпийских игр (2016), серебряный призёр чемпионата мира (2013), бронзовый призёр чемпионата Европы (2013), трёхкратный чемпион России (2012, 2014, 2015), трёхкратный бронзовый призёр чемпионата России (2009, 2010, 2011), многократный победитель турниров международного и национального значения в любителях.
Среди профессионалов действующий чемпион Евразии по версии EBP (2022—н. в.) в полулёгком весе.
11 января 2024 года появилась информация, что Никитин задержан и арестован в Сыктывкаре по уголовному делу о вымогательстве 300 тыс. рублей.

## Биография
Владимир Никитин родился 25 марта 1990 года в посёлке Верхняя Максаковка городского округа Сыктывкар Республики Коми.
Однако впоследствии переехал на постоянное жительство в Старый Оскол Белгородской области, и на боксёрских соревнованиях представлял Белгородскую область.

### Любительская карьера
Начинал проходить подготовку по боксу в Сыктывкарской комплексной детско-юношеской школе № 1, где тренировался под руководством Михаила Арифовича Мартынова. Первого серьёзного успеха добился в 2004 году, когда выиграл первенство России среди старших юношей.
В 2009, 2010 и 2011 годах в зачёте взрослого российского национального первенства трижды подряд выигрывал бронзовые медали — все три в наилегчайшем весе (от 52 кг до 54 кг). В 2012 году впервые стал чемпионом России, одолев всех своих соперников в легчайшей весовой категории (до 56 кг), и, кроме того, занял первое место на молодёжном чемпионате Европы (19—22 лет) в Калининграде.
Наиболее успешным сезоном для него оказался сезон 2013 года, когда благодаря череде удачных выступлений он удостоился права защищать честь страны на чемпионате Европы в Минске и на чемпионате мира в Алма-Ате. На европейском первенстве в итоге завоевал бронзовую медаль, проиграв в полуфинале ирландцу Джону Джо Невину, тогда как на мировом первенстве получил серебро в финале не сумев пройти представителя Азербайджана Джавида Челебиева. В 2014 году вновь стал чемпионом России в легчайшем весе.
Начиная с 2012 года Никитин регулярно принимал участие в матчах полупрофессиональной лиги «Всемирная серия бокса». Так, в сезоне 2013/14 он боксировал в плей-офф серии: в четвертьфинале победил украинца Николая Буценко, в то время как в полуфинале взял верх над кубинцем Норланом Ерой. Тем не менее, несмотря на его победу, Россия в полуфинале всё-таки уступила Кубе. В регулярном сезоне 2015 года был использован в шести матчах из семи российской команды и во всех одержал победу — по итогам сезона занял в мировом индивидуальном рейтинге легчайшего веса первое место и получил тем самым лицензию на участие в Олимпийских играх 2016 года.

#### Олимпийские игры 2016 года
В августе 2016 года на Олимпиаде в Рио-де-Жанейро, в 1/16 финала соревнований по очкам победил боксёра из Вануату Лионеля Варавара, затем в 1/8 финала он победил по очкам опытного боксёра из Таиланда Чатчая Бутди. В четвертьфинале, в очень конкурентном бою он спорно по очкам победил ирландского чемпиона мира Майкла Конлана. Но в полуфинале по решению врачей из-за травм полученных в четвертьфинале он не смог выйти на бой против американца Шакура Стивенсона, и в результате завоевал бронзовую медаль Олимпиады 2016 года.
За выдающиеся спортивные достижения удостоен почётного звания «Заслуженный мастер спорта России».

### Профессиональная карьера
28 июля 2018 года в Киссимми (США) провёл свой первый бой на профессиональном ринге, в полулёгком весе, против опытного угандийского джорнимена Эдварда Какембо (10-4), в котором победил единогласным решением судей.
14 декабря 2019 года в Нью-Йорке (США), в бою за титул чемпиона по версии WBO Inter-Continental (3-я защита Конлана) в полулёгком весе, единогласным решением судей (счёт: 92-98, 91-99, 90-100) уступил опытному ирландцу Майклу Конлану (12-0).
23 января 2021 года в Екатеринбурге (Россия) свёл вничью (счёт: 77-75, 76-76, 75-77) бой с опытным казахстанцем Ержаном Залиловым (11-3-1).
19 августа 2022 года в Сыктывкаре (Россия) единогласным решением судей (счёт: 99-91, 100-90 — дважды) победил опытного танзанийца Алли Мверангу (12-3), и завоевал вакантный титул чемпиона Евразии по версии EBP в полулёгком весе.

## Статистика профессиональных боёв
В таблице перечислены результаты всех поединков боксёров.
В каждой строке указан результат поединка. Дополнительно номер поединка обозначен цветом, который обозначает итог поединка. Расшифровка обозначений и цветов представлена в нижеследующей таблице.
| Пример | Расшифровка                     |
| ------ | ------------------------------- |
|        | Победа                          |
|        | Ничья                           |
|        | Поражение                       |
|        | Планируемый поединок            |
|        | Поединок признан несостоявшимся |
| КО     | Нокаут                          |
| ТКО    | Технический нокаут              |
| PTS    | Решение судей (по очкам)        |
| UD     | Единогласное решение судей      |
| MD     | Решение большинства судей       |
| SD     | Раздельное решение судей        |
| RTD    | Отказ от продолжения боя        |
| DQ     | Дисквалификация                 |
| NC     | Поединок признан несостоявшимся |

| 9 поединков, 7 побед (2 нокаутом), 1 ничья, 1 поражение.      | 9 поединков, 7 побед (2 нокаутом), 1 ничья, 1 поражение. | 9 поединков, 7 побед (2 нокаутом), 1 ничья, 1 поражение. | 9 поединков, 7 побед (2 нокаутом), 1 ничья, 1 поражение. | 9 поединков, 7 побед (2 нокаутом), 1 ничья, 1 поражение.       | 9 поединков, 7 побед (2 нокаутом), 1 ничья, 1 поражение. | 9 поединков, 7 побед (2 нокаутом), 1 ничья, 1 поражение.                                                                                                |
| Бой                                                           | Рекорд                                                   | Дата боя                                                 | Соперник                                                 | Место проведения боя                                           | Раундов, время                                           | Примечание |
| ------------------------------------------------------------- | -------------------------------------------------------- | -------------------------------------------------------- | -------------------------------------------------------- | -------------------------------------------------------------- | -------------------------------------------------------- | --- |
| 9                                                             | 7-1-1                                                    | 19 августа 2022                                          | Алли Мверанги (12-3)                                     | КСК «Лузалес-Арена», Сыктывкар, Республика Коми, Россия        | UD 10 (10)                                               | Счёт судей: 99-91, 100-90 (дважды). Завоевал вакантный титул чемпиона Евразии по версии EBP в полулёгком весе.                                          |
| 8                                                             | 6-1-1                                                    | 26 ноября 2021                                           | Телло Литебе (21-13-1)                                   | УСК «Крылья Советов», Москва, Россия                           | RTD 3 (8), 3:00                                          | Счёт на время остановки: 30-27 (трижды). |
| Вернулся в полулёгкий вес — 126 фунтов (до 57,15 кг).         |                                                          |                                                          |                                                          |                                                                |                                                          | |
| 7                                                             | 5-1-1                                                    | 22 июля 2021                                             | Рауф Агаев (31-9)                                        | Волейбольная арена «Динамо», Москва, Россия                    | RTD 3 (8), 3:00                                          | Счёт на время остановки: 30-27 (трижды). |
| 6                                                             | 4-1-1                                                    | 23 января 2021                                           | Ержан Залилов (11-3-1)                                   | Академия бокса RCC, Екатеринбург, Свердловская область, Россия | SD 8 (8)                                                 | Счёт судей: 77-75, 76-76, 75-77. |
| 5                                                             | 4-1                                                      | 5 декабря 2020                                           | Александр Егоров (20-3-1)                                | Академия бокса RCC, Екатеринбург, Свердловская область, Россия | UD 8 (8)                                                 | Счёт судей: 79-71 (трижды). С Никитина снято 1 очко в 8-м раунде за удар по затылку. А у Егорова снято 1 очко в 8-м раунде за опасное движение головой. |
| Спустился во второй легчайший вес — 122 фунтов (до 55,23 кг). |                                                          |                                                          |                                                          |                                                                |                                                          | |
| 4                                                             | 3-1                                                      | 14 декабря 2019                                          | Майкл Конлан (12-0)                                      | Мэдисон-сквер-гарден, Манхэттен, Нью-Йорк, США                 | UD 10 (10)                                               | Счёт: 92-98, 91-99, 90-100. Бой за титул чемпиона по версии WBO Inter-Continental (3-я защита Конлана) в полулёгком весе.                               |
| 3                                                             | 3-0                                                      | 17 марта 2019                                            | Хуан Тапиа (8-2)                                         | Мэдисон-сквер-гарден, Манхэттен, Нью-Йорк, США                 | MD 6 (6)                                                 | Счёт судей: 57-57, 59-55 (дважды). |
| 2                                                             | 2-0                                                      | 20 октября 2018                                          | Клейтон Бёрнс (5-4-2)                                    | Park Theater, Лас-Вегас, Невада, США                           | UD 6 (6)                                                 | Счёт судей: 59-55 (трижды). |
| 1                                                             | 1-0                                                      | 28 июля 2018                                             | Эдвард Какембо (10-4)                                    | Гражданский центр Киссимми, Киссимми, Флорида, США             | UD 6 (6)                                                 | Счёт судей: 60-51, 60-52 (дважды). Дебют в профессиональном боксе.                                                                                      |
| Бои в полулёгком весе — 126 фунтов (до 57,15 кг).             |                                                          |                                                          |                                                          |                                                                |                                                          | |
| Бой                                                           | Рекорд                                                   | Дата боя                                                 | Соперник                                                 | Место проведения боя                                           | Раундов, время                                           | Примечание |

## Награды
- Медаль ордена «За заслуги перед Отечеством» II степени (25 августа 2016 года) — за высокие спортивные достижения на Играх XXXI Олимпиады 2016 года в городе Рио-де-Жанейро (Бразилия), проявленные волю к победе и целеутремленность[19].